# Festuca paniculata subsp. multispiculata
Festuca paniculata subsp. multispiculata é uma subespécie de planta com flor pertencente à família Poaceae. 
A autoridade científica da subespécie é Rivas Ponce & Cebolla, tendo sido publicada em Lagascalia 15(Extra): 408. 1988.

## Portugal
Trata-se de uma subespécie presente no território português, nomeadamente em Portugal Continental.
Em termos de naturalidade é nativa da região atrás indicada.

## Protecção
Não se encontra protegida por legislação portuguesa ou da Comunidade Europeia.